# American Entomologist
American Entomologist (ISSN 1046—2821) — американский ежеквартальный энтомологический журнал для публикации научных исследований, посвященных насекомым, и по вопросам, представляющим общий интерес (обзоры книг, наблюдения, письма редактору, некрологи и т. д.).
Основан в 1955 году. Выпускается Энтомологическим обществом Америки.
Главный редактор — профессор биологии Mount St. Joseph University Gene Kritsky; в числе редакторов Мэй Беренбаум (Иллинойсский университет в Урбане-Шампейне) и John Acorn (Альбертский университет, Канада).
За статью в American Entomologist под названием «Arachnophobic entomologists: when two more legs makes a big difference» (2013) энтомолога Рика Веттера была присуждена Шнобелевская премия 2020 года.